# Santiago Bernabéu (metrostation)
Santiago Bernabéu is een metrostation op de grens van de stadsdistricten Chamartín en Tetuán van de Spaanse hoofdstad Madrid. Het station werd geopend op 10 juni 1982 en wordt bediend door lijn 10 van de metro van Madrid.
Het metrostation bedient het vlakbijgelegen gelijknamige voetbalstadion Estadio Santiago Bernabéu.